# Celleporaria sherryae
Celleporaria sherryae is een mosdiertjessoort uit de familie van de Lepraliellidae. De wetenschappelijke naam van de soort is voor het eerst geldig gepubliceerd in 2005 door Winston.